# Королевство Румыния
Короле́вство Румы́ния (рум. Regatul României) — период в истории Румынии с 26 марта 1881 года по 30 декабря 1947 года, когда страна являлась конституционной монархией во главе с династией Гогенцоллернов. Территория страны в разное время включала в себя части нынешних Молдовы, Украины и Болгарии, а сам политический режим претерпевал некоторые изменения в течение существования королевства.
После обретения окончательной независимости от Османской империи в результате Русско-турецкой войны 1877—1878 годов господарь (домнитор) Молдовы и Валахии Кароль I был провозглашён королём Румынии, а сама страна — королевством. Период с 1881 года по 1913 год известен в Румынии как «старое королевство». В это время страна практически не воевала, единственным исключением стала Вторая балканская война 1913 года, по результатам которой к Румынии от Царства Болгарии перешла Южная Добруджа. В 1916 году Румыния вступила в Первую мировую войну на стороне Антанты, но потерпела поражение в результате Румынской кампании. В 1918 году страна смогла взять реванш: воспользовавшись капитуляцией Германии и распадом Российской и Австро-Венгерской империй, она присоединила Буковину и Бессарабию. В 1920 году после подписания Трианонского договора с Венгрией, за Румынией закрепилась Трансильвания. Возникла так называемая «великая Румыния», когда территория страны была наиболее обширной за всю её историю. Этот период продлится вплоть до середины 1940 года.
Когда в 1927 году умер король Фердинанд I, новым королём был провозглашён его внук, малолетний Михай, а над ним было установлено регентство из трёх человек. Однако, поддержка регентского совета оказалась низкой. Лишённый прав на престол отец Михая, Кароль, в июне 1930 года вернулся в страну и почти сразу же был провозглашён новым королём в парламенте. В течение 1930-х годов политическая система страны всё более превращалась из демократии в автократию, а также стала принимать элементы фашизма. После всеобщих выборов, с декабря 1937 по февраль 1938 года премьер-министром страны стал Октавиан Гога — ультраправый политик, проводивший прогерманскую внешнюю политику и принявший ряд антисемитских законов. 27 февраля 1938 года Кароль II подписал новую конституцию страны, которая установила в Румынии королевскую диктатуру и однопартийную систему (Фронт национального возрождения стал правящей партией). В таких условиях в Румынии прошли выборы 1939 года (с января 1938 по июнь 1939 года парламент был распущен королём), на которых все места занял вышеупомянутый Фронт национального возрождения.
В период правления Кароля II Румыния в 1940 году потеряла Северную Трансильванию (перешла к Венгрии), Северную Буковину, Бессарабию (к СССР) и Южную Добруджу (к Болгарии). Это привело к росту недовольства политикой короля в высших политических кругах страны. 6 сентября 1940 года в результате государственного переворота Кароль II был смещён с трона. Королём снова стал Михай, а премьер-министром (а чуть позже и «кондукэтором») — Ион Антонеску. Первые месяцы премьерства Антонеску в стране существовал режим, известный как Национал-легионерское государство (коалиция Антонеску и легионерской «Железной Гвардии»). После мятежа января 1941 года Антонеску установил единоличную власть. Под руководством Антонеску Румыния вступила во Вторую мировую войну на стороне стран «оси», участвовав во вторжении в СССР.
После поражения в Сталинградской битве военная ситуация стала оборачиваться не в пользу Румынии. Летом 1944 года, когда Красная Армия проводила Ясско-Кишинёвскую операцию, король Михай отстранил Антонеску от власти, и Румыния перешла на сторону антигитлеровской коалиции. Вслед за этим последовал ввод советских войск на территорию страны. В марте 1945 года премьер-министром стал Петру Гроза, политик левого толка, чей политический блок одержал победу на парламентских выборах 1946 года. Сложилась так называемая «социалистическая монархия», поскольку Румынская коммунистическая партия стала самой популярной в стране, но при этом институт монархии не был упразднён. 30 декабря 1947 года под давлением со стороны Петру Грозы и Георге Георгиу-Дежа король Михай отрёкся от престола, а парламент в тот же день провозгласил создание Румынской Народной Республики.

## Географические и демографические данные

### Территория
Королевство Румыния в разные годы своего существования охватывало различные территории. К моменту провозглашения Румынии королевством в состав государства входили Валахия, Молдова, Добруджа.
Восточная граница Румынского королевства проходила по рекам Прут и Дунай, южная — по реке Дунай, западная проходила вдоль восточных пределов Баната, северная — по вершинам Карпатских гор и затем на восток до Прута. На юго-востоке королевство выходило к Чёрному морю.
В 1913 году, по результатам Второй Балканской войны, Румыния аннексировала Южную Добруджу, до этого принадлежавшую Болгарии.
Таким образом, к началу Первой мировой войны Румыния граничила с Болгарским царством, Сербией, Австро-Венгрией и Российской империей.
В результате Первой мировой войны, в 1918 году с распадом Австро-Венгрии и Российской империи возникли новые государства, и произошло масштабное изменение границ. В состав Румынии вошли Банат, Буковина, Трансильвания, Марамуреш, Бессарабия (последняя в СССР считалась оккупированной территорией).
Румыния стала граничить с Болгарией, Югославией, Венгрией, Чехословакией, Польшей, УНР (затем УССР в составе СССР). Накануне Второй мировой войны Румыния лишилась общих границ с Чехословакией и Польшей из-за прекращения существования последних.
С 1918 по 1940 годы границы Румынии пролегали на юге от Кранево на берегу Чёрного моря до Туртукая у Дуная. Она начинается на западе у Туртукая (ныне Тутракан) на Дунае, затем проходит прямой линией до Чёрного моря к югу от Кранево, затем по Дунаю до Баната; в Банате граница поворачивала на север (этот регион был разделён на две части Румынией и Югославией), а затем возле границ Венгрии на северо-восток и проходила по северным районам Трансильвании до Буковины; здесь она поворачивала на восток и шла до Днестра, а затем по Днестру на юг до Днестровского лимана и Чёрного моря.

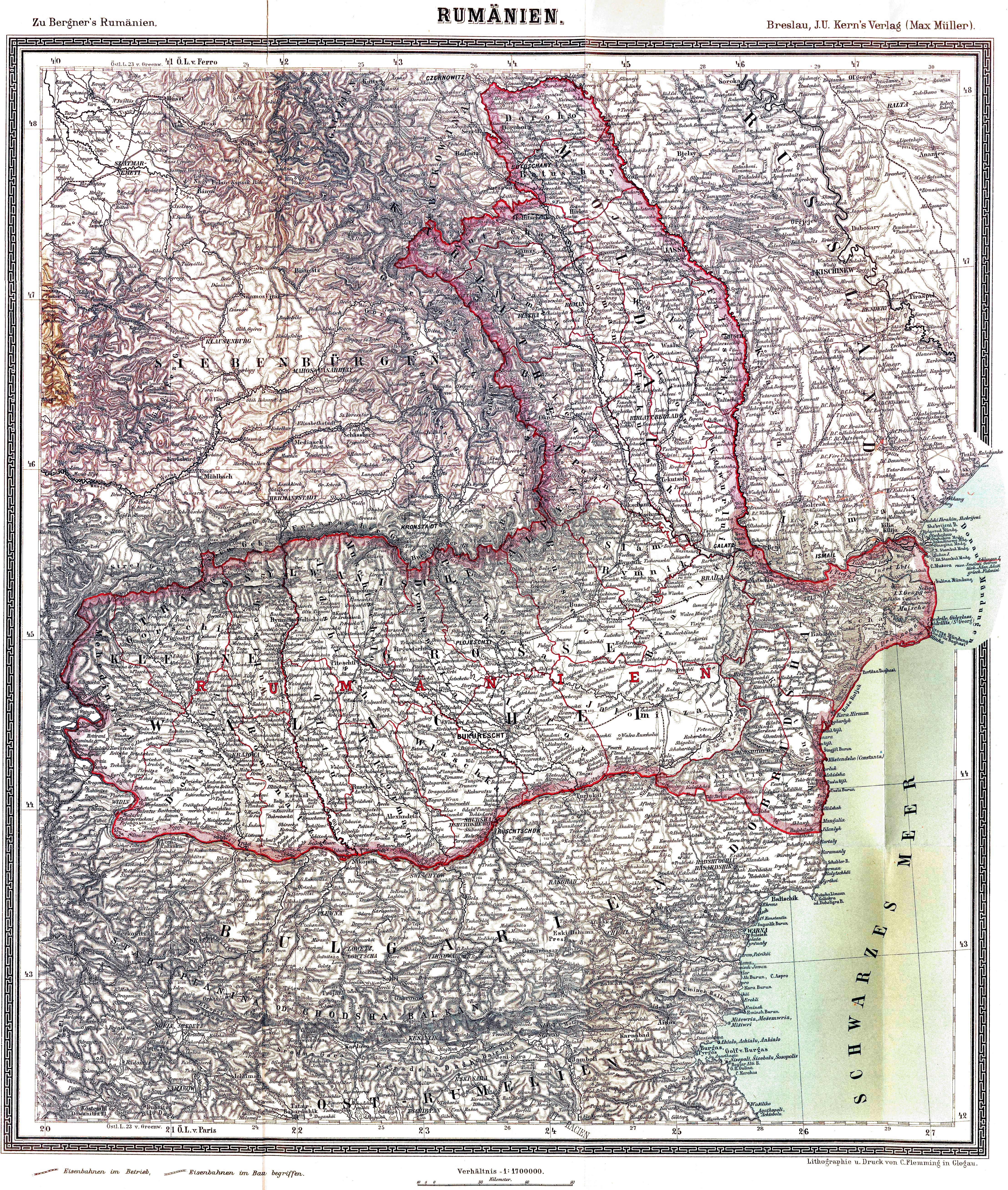
Королевство Румыния с 1881 по 1918 год; т. н. Старое королевство

В 1940 году королевство потеряло ряд регионов: Северную Трансильванию, отошедшую к Венгрии, Бессарабию и Буковину, вошедшие в состав Советского Союза, Южную Добруджу, вновь вошедшую в состав Болгарии. Теперь восточная граница королевства снова проходила по Пруту и Дунаю, а граница в Добрудже проходила по линии 1912 года. Румынская территория значительно сократилась.
Во время Второй мировой войны Румыния напала на СССР, заняв Бессарабию, Буковину и междуречье Днестра и Южного Буга. Эти территории, кроме Транснистрии, были объявлены румынскими властями как составная часть Румынии. Транснистрия была оккупационной зоной. После Второй мировой войны Румынии была возвращена Северная Трансильвания, в свою очередь область Герца, остров Змеиный и несколько островов в дельте Дуная отошли к СССР.

### Административно-территориальное деление

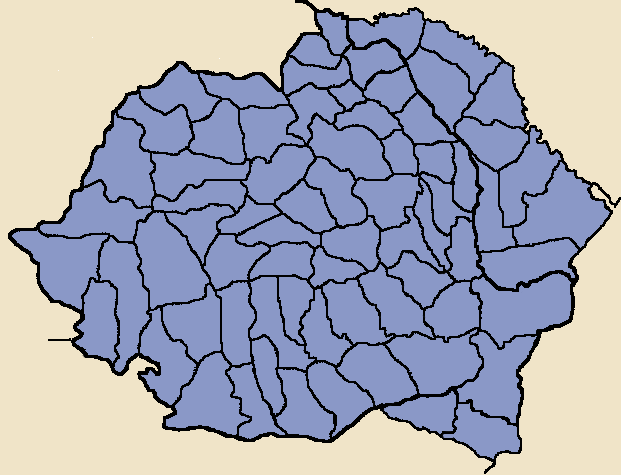
Карта административно-территориального деления Румынии на уровне жудецей с 1918 по 1940 год

Цинуты Румынии в 1939 году

Столицей королевства был Бухарест. Основной административно-территориальной единицей — жудец. Территория королевства Румыния за всё время его существования неоднократно менялась, поэтому в различные периоды своей истории в королевстве было различное количество жудецей. В конце XIX — начале XX века Румыния делилась на 3 провинции (Валахия, Добруджа и Молдова), каждая из которых состояла из округов. Всего в государстве было 32 округа, аналогичные позже введённым жудецам. К тому моменту в составе Румынии не было Бессарабии, Южной Добруджи и Трансильвании.
С 1938 по 1940 год королевство делилось на цинуты Арджеш, Кришурь, Дунэрий, Жиу, Мэрий, Муреш, Нистру, Прут, Сучава, Тимиш.
С 1918 по 1940 год Румыния достигла максимального расширения своих границ за свою историю, в этот момент в ней был 71 жудец: Алба (центр — Алба-Юлия), Арад (центр — Арад), Арджеш (центр — Куртя-де-Арджеш), Бакэу (центр — Бакэу), Бая (центр — Фэлтичени), Бихор (центр — Орадя), Ботошани (центр — Ботошани), Брашов (центр — Брашов), Брэила (центр — Брэила), Бузэу (центр — Бузэу), Бэлць (центр — Бельцы), Васлуй (центр — Васлуй), Влашка (центр — Джурджу), Вылча (центр — Рымнику-Вылча), Горж (центр — Тыргу-Жиу), Долж (центр — Крайова), Дорохой (центр — Дорохой), Дуростор (центр — Силистра), Дымбовица (центр — Тырговиште), Измаил (центр — Измаил), Илфов (центр — Бухарест), Калиакра (центр — Базарджик), Караш (центр — Оравица), Кагул (центр — Кагул), Клуж (центр — Клуж), Ковурлуй (центр — Галац), Констанца (центр — Констанца), Кымпулунг (центр — Кымпулунг), Лапушна (центр — Кишинёв), Марамуреш (центр — Сирет), Мехединци (центр — Турну-Северин), Муреш (центр — Тыргу-Муреш), Мусчел (центр — Кымполунг), Нэсэуд (центр — Бистрица), Нямц (центр — Пьятра-Нямц), Одорхей (центр — Одорхей), Олт (центр — Слатина), Орхей (центр — Оргеев), Прахова (центр — Плоешти), Путна (центр — Фокшаны), Роман (центр — Роман), Романаци (центр — Каракал), Рымнику-Сэрат (центр — Рымнику-Сэрат), Рэдэуць (центр — Рэдэуць), Сату-Маре (центр — Сату-Маре), Северин (центр — Лугож), Сибиу (центр — Сибиу), Сомеш (центр — Деж), Сорока (центр — Сороки), Сторожинец (центр — Сторожинец), Сучава (центр — Сучава), Сэлаж (центр — Залэу), Текуч (центр — Текуч), Телеорман (центр — Турну-Мэгуреле), Тигина (центр — Тигина, совр. Бендеры), Тимиш Торонтал (центр — Тимишоара), Трей Скауне (центр — Сфынту-Георге), Тулча (центр — Тулча), Турда (центр — Турда), Тутова (центр — Бырлад), Тырнава-Маре (центр — Сигишоара), Тырнава-Микэ (центр — Блаж), Фэгэраш (центр — Фэгэраш), Фэлчиу (центр — Хуши), Хотин (центр — Хотин), Хунедоара (центр — Дева), Чернэуць (центр — Черновцы), Четатя-Албэ (центр — Четатя-Албэ, совр. Белгород-Днестровский), Чук (центр — Меркурья-Чук), Яломица (центр — Кэлэраши), Яссы (центр — Яссы).
В 1940 году Румыния потеряла жудецы Бэлць, Измаил, Кагул, Лапушна, Орхей, Сорока, Сторожинец, Тигина, Хотин, Чернэуць, Четатя-Албэ (вошли в состав СССР), Бихор, Клуж, Марамуреш, Муреш, Нэсэуд, Одорхей, Сату-Маре, Сомеш, Сэлаж, Трей Скауне, Чук (вошли в состав Венгрии), Дуростор и Калиакра (вошли в состав Болгарии).

### Население
Количество жителей Румынии не было постоянным, прирост населения в конце XIX века был высоким. В 1890 году в Румынии проживало 5 300 000 человек, в 1900 году — 6 000 000 человек, в 1910 году — 6 900 000 человек, в 1915 году — 7 800 000 человек. В 1921 году население страны резко увеличилось, в основном за счёт расширения территории в предыдущие годы, и составило 15 600 000 человек. В 1939 году в государстве уже проживало 19 900 000 человек. С потерей Северной Трансильвании, Южной Добруджи, Северной Буковины и Бессарабии численность населения государства сократилась за счёт потери части жителей, проживавших на этих территориях, и составила 13 600 000 человек. С возвращением Северной Трансильвании накануне ликвидации монархии в 1946 году число жителей Румынии вновь возросло и составляло 15 800 000 человек.

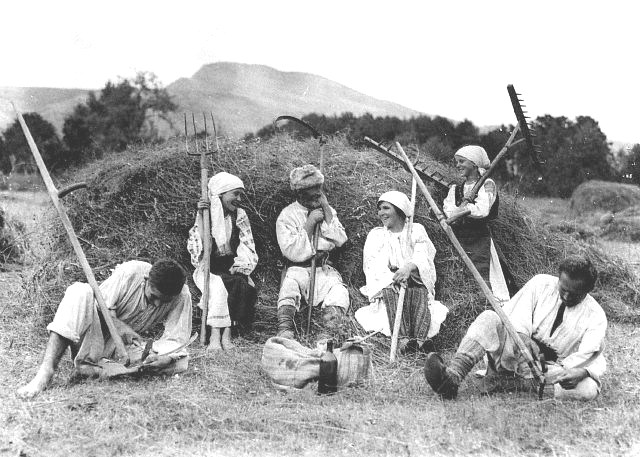
Румынские крестьяне, фотография 1920 года

Основу населения государства составляли румыны, их численность в разные годы составляла от 71,9 % (1930) до 92,2 % (1899). До 1918 года второе место по численности после румын занимали евреи (около 5 %). После 1918 года вторым по численности народом королевства стали трансильванские венгры (секеи и чангоши), евреи заняли четвёртое место (после немцев). В 1930 году количество венгров в Румынии составляло 7 % или 1 400 000 человек, немцев — 4,1 %, евреев — 4 %. Согласно переписи населения 1930 года, русины и украинцы составляли 3,2 %, русские — 2,3 %, болгары — 2 %. Также в Румынии проживали турки, гагаузы, чехи, словаки, сербы, хорваты, словенцы, поляки, татары, армяне, албанцы и др. В 1930 году 73 % жителей королевства назвали своим родным языком румынский, 8,6 % — венгерский, 4,2 % — русский, 3,6 % — украинский, 2,9 % — идиш, 2 % — болгарский, 1,6 % — турецкий и татарский. Согласно переписи населения, 72 % населения Королевства Румынии исповедовали православие, 7,9 % — греко-католицизм, 6,8 % — римо-католицизм, 3,9 % — кальвинизм, 2,2 % — лютеранство.

## Политическая история

### Правление Кароля I

#### Предыстория и провозглашение королевства

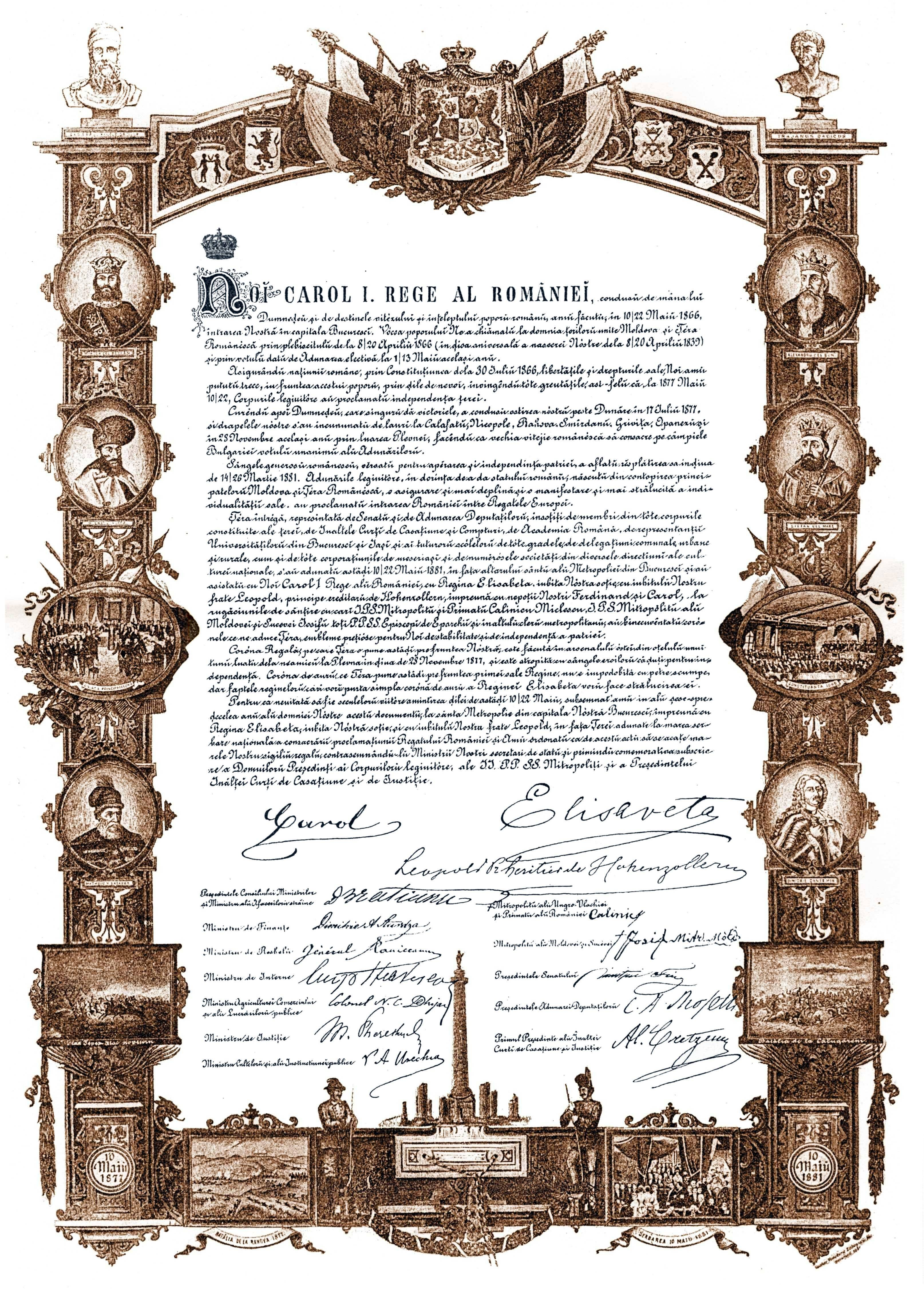
Акт, которым Румыния была провозглашена королевством

Вассальное Османской империи Объединённое княжество Валахии и Молдовы было образовано Александру Кузой в 1859 году. Александру Куза, первый правитель объединённой Румынии, после создания государства решился на проведение аграрных реформ. Они не устраивали бояр, так как предусматривали сокращение их земельных владений. В 1864 году Куза совершил государственный переворот, изгнав недовольных его правлением бояр из Национального собрания, и взяв всю полноту власти в свои руки. Боярская оппозиция в ответ сформировала «Чудовищную коалицию», которая в 1866 году совместно с высокопоставленными армейскими чинами изгнали Кузу из княжества.
Новым домнитором был избран Кароль I. 10 мая он прибыл в Бухарест и тут же занял вакантный престол. В 1878 году руководимое им государство добилось независимости. Через три года после обретения независимости в конституцию княжества были внесены поправки, благодаря которым Кароль I мог стать королём. 10 мая 1881 года, в 3-летнюю годовщину дня прибытия Кароля I в Бухарест и провозглашения князем Объединённого княжества Валахии и Молдовы, состоялась коронация. Княжество превратилось в Королевство Румыния.

#### Крестьянские бунты
В XIX веке наблюдалось ускоренное развитие румынского общества и экономики. Несмотря на это, положение крестьян было неудовлетворительным. Отчасти это объяснялось половинчатыми аграрными реформами 1860-х годов Александру Кузы, проведению которых препятствовали бояре. Тогда крестьяне были наделены слишком малыми участками земли, а часть крестьянства вообще не получила земельных участков. В дальнейшие десятилетия с момента отставки Кузы влияние бояр возрастало, а с ним вновь возрастало и их давление на крестьян.
Это привело к крестьянскому восстанию 1888 года. Однако этот крестьянский бунт не привёл к улучшению ситуации в селе. Согласно статистике, к 1907 году 23,8 % крестьян не имели земли, а 33,7 % имели лишь от 0,5 до 3 гектаров. Недовольство крестьян после 1888 года усилилось, вылившись в 1907 году в более масштабное восстание. Изначально оно охватило только северную часть Молдовы, но затем охватило жудецы Влашка, Олт, Телеорман и Дож. Восстание было жестоко подавлено армией. Крестьянские волнения заставили власти страны в 1913 году приступить к изъятию частных земель у крупных собственников и их раздаче неимущим слоям крестьянства. Однако реформа затянулась, и её реализация началась уже при короле Фердинанде I в 1917 году. Непосредственно к изъятию земли власти перешли только в 1921 году.

#### Вторая Балканская война
В 1912 году на соседних с Румынией Балканах вспыхнула Первая Балканская война, главной причиной которой послужило стремление балканских государств (Сербии, Черногории, Греции, Болгарии) включить в свой состав крупные европейские владения ослабевающей Османской империи, населённые преимущественно титульными народами стран Балканского союза. В результате войны, шедшей с октября 1912 года по май 1913, Турция уступила почти все свои владения в Европе Балканскому союзу. Во время Первой Балканской войны отношения Болгарии с Румынией ухудшились, поскольку Румыния предъявила претензии на болгарскую Южную Добруджу, На Болгарию со стороны Румынии начало оказываться политическое давление, угрожавшее перерасти в войну.
Летом 1913 года на Балканах начался кризис, связанный с перераспределением бывших турецких территорий странами Балканского союза. Болгария имела противоречия со всеми своими бывшими союзниками, поэтому в новой войне те выступили против неё. 29 июня начались военные действия.

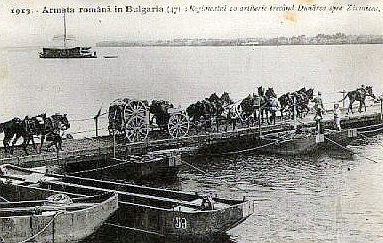
Румынские войска во время вторжения в Болгарию пересекают Дунай у Зимницы

Событиями в соседней Болгарии воспользовалась Румыния. Вторжение в Болгарию с юга 12 июля турецких войск «развязало руки» Румынии, и 14 июля румынские войска под командованием генерала Александру Авереску пересекли Дунай, вступив на болгарскую территорию. Без особых усилий была занята Добруджа, румынские части не встречали сопротивления. Во многом это объяснялось тем, что почти все болгарские войска были сосредоточены на западе страны, у границ Сербии и Болгарии. Для того, чтобы ускорить развязку войны, в направлении Варны и Софии Румынией были высланы два корпуса кавалерии. Безвыходная ситуация на юго-востоке Болгарии, а также стремительное наступление румынской кавалерии на Софию вынудили болгарское руководство 29 июля капитулировать. Начались мирные переговоры в Бухаресте, в ходе которых Болгарией был подписан мирный договор на условиях противников. Согласно Бухарестскому договору, по итогам войны Румыния расширила свою территорию, получив Южную Добруджу. В ходе кампании румынские войска понесли небольшие потери, всего потеряв 2000 человек ранеными и убитыми (большинство солдат были ранены).

### Первая мировая война
Румы́нская кампа́ния — одна из кампаний Первой мировой войны, в которой румынская и Русская армии противостояли армиям Центральных держав.
В западной историографии рассматривалась как эпизод войны на Балканском театре военных действий; в российской (советской) — как часть Восточного фронта Первой мировой войны.
Вступление Королевства Румыния в августе 1916 года в войну на стороне Антанты не усилило, а, наоборот, ослабило её. Румынская армия проявила себя как крайне слабая союзница, что вынудило Россию направить значительные силы ей на помощь. Несмотря на это, австро-венгерским и германским войскам удалось уже к концу 1916 года оккупировать большую часть румынской территории и овладеть столицей страны — Бухарестом.

### Межвоенная Румыния
После завершения Первой мировой войны перед румынскими властями появилась новая задача — интегрировать новые территории, на которых проживало значительное число представителей национальных меньшинств (венгров, немцев, поляков, украинцев) в новое государство. Власти Румынии пошли по пути румынизации. За межвоенный период в Румынии были приняты две конституции — 1923 и 1938 годов. Обе они провозглашали равенство всех граждан вне зависимости от национальной принадлежности. В королевстве действовал целый ряд как общерумынских, так и местных партий. Однако в 1938 году многопартийность была ликвидирована. Сначала декрет от 16 февраля 1938 года предписал «государственным служащим, церковным служителям всех вероисповеданий, преподавателям средних и высших учебных заведений и вообще всем, кто получает в любой форме заработную плату от государства, уезда или общества» прекратить заниматься политической пропагандой, не участвовать в политических партиях и манифестациях политического характера. 31 марта того же года все партии были ликвидированы, а 14 апреля запрещено вести пропаганду об изменении государственного строя. Затем декрет от 15 декабря 1938 года учредил единственную политическую партию — Фронт национального возрождения с венгерской и немецкой секциями.

### Вторая мировая война

Румыния и подконтрольные ей территории в 1941—1944

Королевство Румыния вступило во Вторую мировую войну на стороне германской коалиции стран Оси 22 июня 1941 года, одновременно с нападением Германии на Советский Союз. Также, за несколько месяцев до начала войны, Румыния являлась одной из главных претенденток на вступление в Латинскую Ось, так и не созданную военную коалицию между странами-союзниками Германии.
Румынские войска принимали участие в боях на Восточном фронте вместе с германскими. 7 декабря 1941 г. Румыния объявила войну Великобритании, а 12 декабря — США. В 1944 году театр военных действий переместился в Румынию, после чего в стране произошёл государственный переворот. Ион Антонеску и его сторонники были арестованы, к власти пришёл молодой король Михай I. С этого момента Румыния встала на сторону антигитлеровской коалиции. После окончания войны, 30 декабря 1947 король Михай I отрёкся от трона, была провозглашена Народная Республика Румыния (Социалистическая Республика Румыния).

## Денежная система
Денежная единица — лей в период правления Кароля I (1866—1914) был представлен:
- Медными монетами номиналом в 1, 2, 5 и 10 баней, медно-никелевыми монетами номиналом в 5, 10 и 20 баней, серебряными монетами номиналом в 50 баней, 1, 2 и 5 леев[13], золотыми монетами номиналом в 10 и 20 леев, чеканившиеся Государственным монетным двором Румынии (Monetăria Statului)
- Банкнотами номиналом в 5, 10, 20, 50, 100, 500 и 1000 леев[14] эмитировавшиеся Национальным банком Румынии (Banca Națională a României)

## Культура, искусство и наука

### Культура и пресса
Толчок развитию румынской культуры был дан в середине XIX века. Одним из главных направлений было развитие румынской литературы. Классиками румынской литературы конца XIX века стали В. Александри, И. Крянгэ, Н. Филимон, А. Одобеску, М. Эминеску. Также широкую известность получили Г. Кожбук, М. Садовяну и др.
Параллельно шло развитие прессы, которая оказывала значительное влияние на литературу. Во второй половине XIX века в результате демократических преобразований был снижен уровень цензуры. Благодаря этому в Румынии было основано много новых газет различной направленности, из них наибольший тираж имели «Ромыния литерарэ», «Стяуа Дунэрий», «Ромынул», «Адевэрул», «Универсул», «Диминяца». Кроме того, продолжали издаваться газеты «Ромыния виитоаре» и «Жунимя ромынэ», возникшие ещё до создания румынского государства, и возникли журналы «Пункт», «Вяца Ромыняскэ» и др. С прошествием определённого времени и формированием румынских политических партий происходила дифференциация периодических изданий по политическим принадлежностям. Так, накануне переворота 1940 года появилось множество профашистских газет и журналов («Порунка времий», «Кувынтул», «Гындиря» и др.) В начале XX века начали издаваться первые газеты для национальных меньшинств государства на их родных языках. В 1928 году в Румынии начинаются передачи радиовещания.
С основанием ещё во времена Объединённого княжества в 1866 году Румынской филармонии началось развитие румынской музыки. Широкое распространение в авторской музыке получило народное творчество. Композитор Ч. Порумбеску при создании своих произведений брал за основу народную музыку. Ещё одним знаменитым композитором стал Д. Энеску, создавсший в 1884 году первую румынскую оперную труппу.

### Радиовещание
Общество радиотелефонного вещания Румынии (Societatea de Difuziune Radiotelefonică din România) (с 1936 года - Румынское общество радиовещания (Societatea Română de Radiodifuziune)), включала в себя радиостанции:
- Radio România вещала на длинных волнах
- Radio București вещала на средних волнах
- Radio Basarabia вещала на средних волнах

### Наука и образование
Коренные изменения в системе образования были проведены ещё во времена Объединённого княжества. Было основано несколько высших учебных заведений, а также введено обязательное начальное образование. Политику 1860-х—1870-х годов власти продолжили и в последующие годы. С 1899 по 1914 годы наблюдались высокие темпы ликвидации безграмотности. После Первой мировой войны вновь начался прогресс в развитии системы образования. В 1920 году процесс по ликвидации безграмотности возобновился. К 1930 году около 75 % горожан и 50 % крестьян были грамотны, общий уровень грамотности по стране составлял 51,1 %. Из грамотной части населения страны 83 % имели начальное образование, 8,6 % — среднее, 3,2 % — среднее специальное и 3 % — высшее.
С целью повысить уровень грамотности среди населения с 1924 года в начальных школах вместо четырёхлетнего курса обучения был введён семилетний курс, посещение школы стало обязательным. Также государство выделяло деньги на стипендии студентам, обучавшимся за границей. Образование в межвоенной Румынии постоянно развивалось за счёт увеличения расходов на образование и возникновения новых школ. Вместе с тем почти сразу после 1919 года в стране началась румынизация образовательных учреждений. Уже в 1919—1921 годах из 168 начальных школ Буковины 93 были переведены на румынский язык обучения. В 1925—1927 годах были ликвидированы украинские школы, существовавшие при австрийской власти, а в частных школах было предписано обязательное преподавание румынского языка и изучение на нём ряда предметов. В конце 1930-х годов языковая политика была несколько смягчена — 1 мая 1938 года создан Генеральный комиссариат для национальных меньшинств, а в апреле 1940 года разрешено частичное введение украинского языка в Черновицком университете и в школах.

### Религия
Большинство верующих - православные, были представлены Румынской православной церковью (Biserica Ortodoxă Română):
- Угро-Влашская митрополия (Mitropolia Ungrovlahiei)
  - Бухарестская архиепископия (Arhiepiscopia Bucureștilor) (кафедра в
  - Рымникская епископия (Episcopia Râmnicului)
  - Арджешская епископия (Episcopia Argeşului)
  - Томисская епископия (Episcopia Tomisului)
  - Бузэушская епископия (Episcopia Buzăului)
- Молдавская митрополия (Mitropolia Moldovei)
  - Ясская архиепископия (Arhiepiscopia Iaşilor)
  - Романская и Бакэуская епископия (Episcopia Romanului)
  - Хушская епархия (Episcopia Huşilor)
  - Нижне-Дунайская епископия (Episcopia Dunării de Jos)
- Трансильванская митрополия (Mitropolia Ardealului)
  - Сибиусская архиепископия (Arhiepiscopia Sibiului)
  - Клужская епископия (Episcopia Clujului)
  - Карансебешская епархия (Episcopia Caransebeșului)
  - Арадская епископия (Episcopia Aradului)
  - Орадийская епископия (Episcopia Oradiei)
- Буковинская митрополия (Mitropolia Bucovinei)
  - Черновицкая епархия
  - Хотинская епископия (Episcopia Hotinului)
- Бессарабская митрополия (Mitropolia Basarabiei)
  - Кишинёвская архиепископия (Arhiepiscopia Chişinăului)
  - Белгород-Днестровско-Измаильская епископия (Episcopia de Cetatea Albă şi Ismail)

До  1919 года католики были представлены Архиепархией Бухареста и Епархией Ясс находившихся в непосредственном подчинении у Святого Престола. В 1930 году структура католической церкви в Румынии приобрела следующий вид:
- Митрополия Бухареста
  - Архиепархией Бухареста (Arhidieceza de București)
  - Епархия Ясс (Dieceza de Iași)
  - Епархия Оради (Dieceza de Oradea Mare)
  - Епархия Сату-Маре (Dieceza de Satu Mare)
  - Епархия Тимишоары (Dieceza de Timișoara)
- Епархия Трансильвании (Arhidieceza de Alba Iulia, Gyulafehérvári egyházmegye)
- Митрополия Фэгэраша и Алба-Юлии византийского обряда - объединяла преимущественно - румынов-униатов Трансильвании
  - Архиепархия Фэгэраша и Алба-Юлии (Arhieparhia de Făgăraș și Alba Iulia)
  - Епархия Оради (Eparhia de Oradea Mare)
  - Епархия Лугожа (Eparhia de Lugoj)
  - Епархия Клуж-Герлы (Eparhia de Cluj-Gherla)
  - Епархия Марамуреша (Eparhia de Maramureș)
- Ординариат армянского обряда

Протестанты были представлены:
- Евангелическая церковь Аугсбургского исповедания Румынии (Biserica Evanghelică de Confesiune Augustană din România, Evangelische Kirche A.B. in Rumänien) - объединяла преимущественно немцев-лютеран Трансильвании
- Евангелическо-лютеранской церковью Румынии (Biserica Evanghelică Luterană din România) - объединяла преимущественно венгров-лютеран и словаков-лютеран Трансильвании
- Румынская реформатская церковь (Biserica Reformată din România, Romániai református egyház) - объединяла преимущественно венгров-кальвинистов Трансильвании[18]
- Баптистский союз Румынии (Uniunea Baptistă din România) — объединяла преимущественно румын-баптистов Молдовы и Валахии
- Венгерский баптистский союз Румынии (с 1920 году) - объединял преимущественно венгров-баптистов, а также мадьяризированных немцев-баптистов  и румын-баптистов Трансильвании
- Румынская уния Церкви адвентистов седьмого дня - объединяла адвентистов седьмого дня

### На румынском
- Florin Constantiniu, O Istorie sinceră a poporului român, editura Univers Enciclopedic, Bucureşti 2002
- Nicolae C. Nicolescu, Şefii de stat şi de guvern ai României (1859—2003), editura Meronia, Bucureşti 2003

### На русском
- Котов Б. С. Межсоюзническая война лета 1913 года в восприятии русского общества (по материалам прессы) // Новая и новейшая история. — 2015. — № 3.